# Jesper Lindstrøm
Jesper Lindstrøm (Taastrup, 2000. február 29. –) dán válogatott labdarúgó, az angol Everton játékosa kölcsönben az olasz Napoli csapatától.

## Pályafutása

### Klubcsapatokban
Lindstrøm a dániai Taastrup városában született. Az ifjúsági pályafutását a Taastrup, a BSI és a Vallensbæk csapatában kezdte, majd a Brøndby akadémiájánál folytatta.
2019-ben mutatkozott be a Brøndby első osztályban szereplő felnőtt keretében. 2021. július 11-én ötéves szerződést kötött a német első osztályban érdekelt Eintracht Frankfurt együttesével. Először a 2021. augusztus 14-ei, Borussia Dortmund ellen 5–2-re elvesztett mérkőzés félidejében, Aymen Barkok cseréjeként lépett pályára. Első gólját 2021. november 21-én, a Freiburg ellen idegenben 2–0-ás győzelemmel zárult találkozón szerezte meg.
2023. augusztus 29-én ötéves szerződést kötött a Napoli  csapatával, amely 30 millió euróért szerződtette.
2024. július 26 az angol Everton kölcsön vette vásárlási opcióval.

### A válogatottban
Lindstrøm az U16-os, az U19-es és az U21-es korosztályú válogatottakban is képviselte Dániát.
2020-ban debütált a felnőtt válogatottban. Először a 2020. november 11-i, Svédország ellen 2–0-ra megnyert mérkőzés 86. percében, Lucas Andersent váltva lépett pályára. Első válogatott gólját 2022. március 29-én, Szerbia ellen 3–0-ás győzelemmel zárult barátságos mérkőzésen szerezte meg.

## Statisztikák
2023. június 3. szerint
| Klub                | Szezon   | Osztály          | Bajnokság | Bajnokság | Kupa  | Kupa | Nemzetközi | Nemzetközi | Összesen | Összesen |
| Klub                | Szezon   | Osztály          | Meccs     | Gól       | Meccs | Gól  | Meccs      | Gól        | Meccs    | Gól      |
| ------------------- | -------- | ---------------- | --------- | --------- | ----- | ---- | ---------- | ---------- | -------- | -------- |
| Brøndby             | 2018–19  | Danish Superliga | 0         | 0         | 1     | 0    | —          | —          | 1        | 0        |
| Brøndby             | 2019–20  | Danish Superliga | 28        | 3         | 1     | 0    | 4          | 2          | 33       | 5        |
| Brøndby             | 2020–21  | Danish Superliga | 29        | 10        | 2     | 0    | —          | —          | 31       | 10       |
| Brøndby             | Összesen | Összesen         | 57        | 13        | 4     | 0    | 4          | 2          | 65       | 15       |
| Eintracht Frankfurt | 2021–22  | Bundesliga       | 29        | 5         | 1     | 0    | 9          | 0          | 39       | 5        |
| Eintracht Frankfurt | 2022–23  | Bundesliga       | 27        | 7         | 3     | 1    | 8          | 1          | 38       | 9        |
| Eintracht Frankfurt | Összesen | Összesen         | 56        | 12        | 4     | 1    | 17         | 1          | 77       | 14       |
| Összesen            | Összesen | Összesen         | 113       | 25        | 8     | 1    | 21         | 3          | 142      | 29       |

### A válogatottban
| Válogatott | Év       | Pályára lépés | Gól |
| ---------- | -------- | ------------- | --- |
| Dánia      | 2020     | 1             | 0   |
| Dánia      | 2021     | 2             | 0   |
| Dánia      | 2022     | 6             | 1   |
| Dánia      | 2023     | 1             | 0   |
| Összesen   | Összesen | 10            | 1   |

#### Góljai a válogatottban
| # | Időpont           | Helyszín                          | Ellenfél | Gólok | Eredmény | Kiírás              |
| - | ----------------- | --------------------------------- | -------- | ----- | -------- | ------------------- |
| 1 | 2022. március 29. | Parken Stadion, Koppenhága, Dánia | Szerbia  | 2–0   | 3–0      | Barátságos mérkőzés |

## Sikerei, díjai
Brøndby
- Danish Superliga
  - Bajnok (1): 2020–21

- Dán Kupa
  - Döntős (1): 2018–19

Eintracht Frankfurt
- Európa-liga
  - Győztes (1): 2021–22

- UEFA-szuperkupa
  - Döntős (1): 2022